# هوریو یوشی‌هارو
هوریو یوشیهارو (به ژاپنی: 堀尾 吉晴 Horio Yoshiharu)؛(۱۵۴۲ – ۱۶۱۱) یک سامورایی در دوره سنگوکو بود که برای خاندان تویوتومی خدمت می‌کرد.